# Bao (film)
Bao è un cortometraggio d'animazione statunitense del 2018, scritto e diretto da Domee Shi e prodotto dai Pixar Animation Studios (facente parte della Walt Disney Pictures). Il cortometraggio è stato presentato in anteprima al Tribeca Film Festival nel mese di aprile 2018, ed è stato proiettato al cinema prima del film Gli Incredibili 2.
La storia è incentrata sulla vita di una madre cinese-canadese, che vive con il marito e avanti con l'età, che sta soffrendo per la sindrome del nido vuoto e che all'improvviso ottiene la possibilità di essere nuovamente madre, nel momento in cui un baozi (o bao) da lei cucinato prende vita e si tramuta in un bambino.
Alla 91ª edizione della cerimonia degli Oscar, ha vinto l'Oscar per il miglior cortometraggio d'animazione.

## Trama
A Toronto, in Canada, una donna cinese-canadese, triste perché il figlio è andato via di casa e il cui marito è impegnato al lavoro, sta preparando dei baozi quando uno di questi prende vita: la donna decide di crescerlo come un bambino, dandogli da mangiare e occupandosi di lui. Dopo un po' il baozi mostra interesse nel voler stare con gli altri bambini, umani, nonostante il parere della madre, che glielo impedisce. Lui cresce diventando adolescente e poi un giovane adulto e cerca sempre più indipendenza mentre la madre che vorrebbe più attenzioni verso di lei da parte sua, si sente ignorata. Quando poi il baozi le presenta la sua nuova fidanzata e esprime l'intenzione di lasciare la casa materna per andare a vivere con lei la madre glielo impedisce ingoiandolo all'improvviso, per poi piangere disperatamente dopo aver realizzato cosa aveva fatto.
La sera la donna si trova a letto e il marito porta in camera sua il vero figlio della coppia, rivelando che l'intera vicenda era un sogno allegorico. Il figlio che nei lineamenti somiglia al baozi viene spronato dal padre a consolare la madre, ma quest'ultima lo ignora. Il figlio entra nella stanza  offrendo alla madre lo stesso cibo che la donna era solita preparare al baozi da piccolo e mentre stanno mangiando insieme, entrambi cominciano a piangere. Alla fine, l'intera famiglia compresa la fidanzata del figlio si riunisce a tavola per preparare insieme dei baozi.

## Produzione

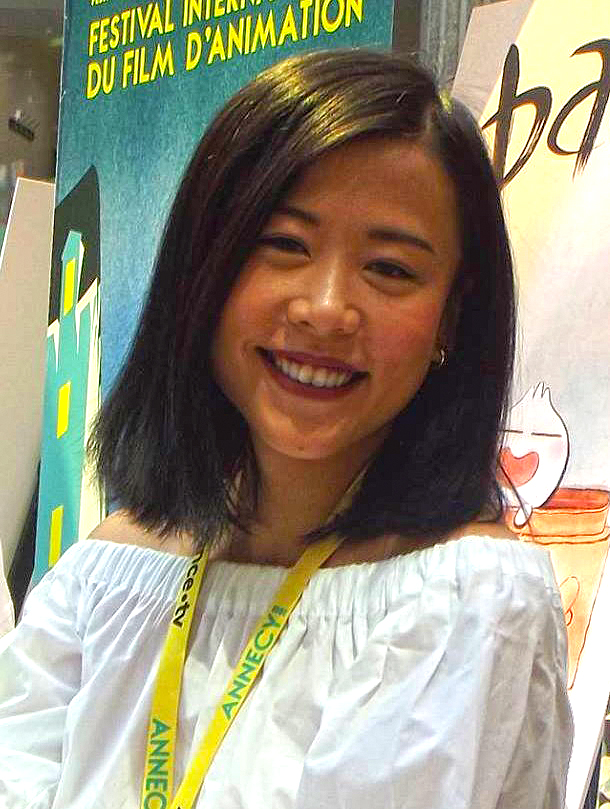
Domee Shi, regista e sceneggiatrice del corto

Bao è stato diretto da Domee Shi, la prima donna a dirigere un cortometraggio prodotto da Pixar, e prodotto da Becky Neiman-Cobb. Shi, una cinese-canadese, ha tratto ispirazione dalla propria infanzia, essendo cresciuta con una madre iperprotettiva con la quale era solita preparare i baozi (o bao), e ha voluto raccontare una favola in chiave moderna. Nel proporre il cortometraggio allo studio, Shi temeva che la Pixar lo avrebbe trovato troppo cupo e culturalmente indirizzato in modo troppo specifico per poter essere ben accolto. La casa all'interno della quale il corto è ambientato è volutamente riempita di piccoli dettagli che Shi sperava potessero essere familiari agli spettatori asiatici, come una pentola per il riso o un maneki neko. Durante la produzione del cortometraggio, lo staff ha visitato più volte la Chinatown locale e la madre di Shi ha fatto visita alla Pixar per insegnare come preparare i baozi.

## Distribuzione
Dopo aver mostrato alcune immagini del cortometraggio in anteprima all'inizio del mese di aprile 2018, la Pixar ha pubblicato un primo teaser del corto il 12 aprile. Il cortometraggio completo è stato poi mostrato in anteprima al Tribeca Film Festival il 21 aprile 2018, ed in seguito è stato proiettato al cinema prima del film Gli Incredibili 2, uscito nelle sale statunitensi a giugno dello stesso anno.

## Accoglienza
Tasha Robinson di The Verge, nella sua recensione di Gli Incredibili 2, ha descritto Bao come un «piccolo film estremamente emozionante» e un «perfetto completamento» al lungometraggio principale. Inkoo Kang di Slate ha definito il corto una «sintesi commovente dell'esperienza dei migranti asiatici». Jess Lee di Digital Spy ha detto che il film lo ha toccato estremamente da vicino, ma che possiede anche delle «tematiche universali che dovrebbero fare breccia in gran parte delle culture».
Nonostante il cortometraggio sia stato accolto positivamente dal pubblico asiatico, alcuni spettatori occidentali hanno trovato l'opera confusionaria.

## Riconoscimenti
2019 - Premio Oscar
- Miglior cortometraggio d'animazione